# Lomographa pictaria
Lomographa pictaria là một loài bướm đêm trong họ Geometridae.